# Dialytodius rogersi
Dialytodius rogersi är en skalbaggsart som beskrevs av Hatch 1971. Dialytodius rogersi ingår i släktet Dialytodius och familjen Aphodiidae. Inga underarter finns listade i Catalogue of Life.